# Eurycea wilderae
Eurycea wilderae är en groddjursart som beskrevs av Dunn 1920. Eurycea wilderae ingår i släktet Eurycea och familjen lunglösa salamandrar. IUCN kategoriserar arten globalt som livskraftig. Inga underarter finns listade i Catalogue of Life.